# Uroš Mitrović
Uroš Mitrović (serbisch Урош Митровић; * 24. Januar 1984 in Belgrad) ist ein aus Jugoslawien stammender Handballspieler serbischer Nationalität.
Der 1,89 Meter große und 92 Kilogramm schwere mittlere Rückraumspieler steht bei BSV Bern Muri unter Vertrag. Zuvor spielte er bei US Créteil HB und RK Partizan Belgrad. Mit Belgrad spielte er im Europapokal der Pokalsieger (2004/2005, 2006/2007), im EHF Challenge Cup (2005/2006) und in der EHF Champions League (2003/2004).
Uroš Mitrović stand im Aufgebot der serbischen Nationalmannschaft, so für die Europameisterschaft 2010 und die Weltmeisterschaft 2011; bis Dezember 2013 bestritt er 30 Länderspiele, in denen er 37 Tore warf.